# سوزان إيزابيل داكر
سوزان إيزابيل داكر ولدت حوالي1844 وتوفيت حوالي1933 والمعروفة باسم إيزابيل داكر ،  كانت فنانة إنجليزية من العصر الفيكتوري . 

## سيرة شخصية
ولدت في ليمنجتون، وارويكشايروتلقت تعليمها في مدرسة الدير في سالفورد . خلال العقد من 1858 – 68 عاشت في باريس و إلتحقت بالمدرسة أولاً ثم عملت كمربية بعد قضاء فصل الشتاء في إيطاليا 1869 عادت إلى باريس وكانت حاضرة خلال الحرب الفرنسية البروسية وكومونة باريس.. عادت إلى إنجلترا عام 1871 وبدأت دراسة الفن في مدرسة مانشستر للفنون حيث فازت بجائزة الملكة في عام 1875. بدأت صداقة مدى الحياة مع زميلتها الفنانة آني سوينرتون تابعت المرأتان دراستهما الفنية في روما وباريس بين عامي 1874 و1880 

## روابط خارجية
- 22 artworks by or after Susan Isabel Dacre at the Art UK site
- Susan Isabel Dacre page at AnnieLouisaSwynnerton.com Web site showing all known works.